# LGBT práva na Nauru

Duhová mapa ostrovního státu Nauru

Lesby, gayové, bisexuálové a transgender osoby (LGBT+) se mohu setkávat s právními komplikacemi, které jsou pro běžné heterosexuální páry neznámé. Stejnopohlavní aktivita mezi jedinci stejného pohlaví byla zlegalizována r. 2016. 

## Stejnopohlavní soužití
Stejnopohlavní sexuální aktivity byly kriminalizovány r. 1921, kdy byl přijat Trestní zákoník Queenslandu (jelikož Nauru bylo do r. 1968 pod mandátem OSN spravovaným Austrálií).
V lednu 2011 se ministr zdravotnictví, spravedlnosti a sportu vyjádřil, že je zvažována legalizace stejnopohlavních soužití, což se také v témže roce stalo a parlament dekriminalizoval stejnopohlavní sexuální akty. Archivováno 4. 3. 2016 na Wayback Machine. V Květnu 2016 parlament na Nauru definitivně zrušil Trestný zákoník Queenslandu přijatý r. 1921 a tím dekriminalizoval veškerá stejnopohlavní soužití a sjednotil tím i věk legální způsobilosti k pohlavnímu styku.

## Souhrný přehled
| Legální stejnopohlavní styk                                          | (od r. 2016)              |
| Stejný věk legální způsobilosti k pohlavnímu styku pro obě orientace | (od r. 2016)              |
| Antidiskriminační zákony v zaměstnání                                | No                        |
| Antidiskriminační zákony v přístupu ke zboží a službám               | No                        |
| Antidiskriminační zákony v přístupu ke zboží a službám               | No                        |
| Stejnopohlavní manželství                                            | No                        |
| Stejnopohlavní soužití                                               | No                        |
| Adopce dítěte partnera                                               | No                        |
| Společná adopce dětí stejnopohlavními páry                           | No                        |
| Gayové a lesby smějí otevřeně sloužit v armádě                       | Nauru nemá ozbrojené síly |
| Možnost změny pohlaví                                                | No                        |
| Přístup k umělému oplodnění pro lesbické ženy                        | No                        |
| Náhradní mateřství pro gay páry                                      | No                        |
| MSM smějí darovat krev                                               | No                        |